# Australisch curlingteam (gemengd)
Het Australisch curlingteam vertegenwoordigt Australië in internationale curlingwedstrijden.

## Geschiedenis
Australië nam voor het eerst deel aan een internationaal curlingtoernooi voor gemengde landenteams in 2015, toen het van de partij was op het allereerste wereldkampioenschap in deze curlingdiscipline. Het Australische team, onder leiding van skip Ian Palangio, opende het toernooi met een nipte 5-4-nederlaag tegen de latere wereldkampioen Noorwegen. Ook de komende twee wedstrijden gingen verloren. Uiteindelijk wisten de Australiërs toch twee wedstrijden te winnen, waarvan de 13-6 tegen Israël het beste resultaat vormde. Australië eindigde uiteindelijk op de 29ste plaats, op 36 deelnemers. Een jaar later was Australië in het Russische Kazan ook van de partij. Daar eindigde het team rond skip Hugh Millikin op de 22ste plek. In 2017 eindigde Australië wederom in de onderste regionen, al werd met een 15-1-overwinning tegen Nederland wel de grootste zege uit de Australische geschiedenis geboekt. In 2023 haalde het land de Play-offs. In de kwartfinale werd het uitgeschakeld door Canada.

## Australië op het wereldkampioenschap
| Jaar | Plaats | Skip          | WG | W | V | PV | PT |
| ---- | ------ | ------------- | -- | - | - | -- | -- |
| 2015 | 29     | Ian Palangio  | 8  | 2 | 6 | 44 | 50 |
| 2016 | 22     | Hugh Millikin | 6  | 2 | 4 | 32 | 26 |
| 2017 | 31     | Hugh Millikin | 6  | 1 | 5 | 36 | 38 |
| 2018 | 19     | Matt Panoussi | 8  | 4 | 4 | 46 | 39 |
| 2019 | 26     | Hugh Millikin | 7  | 3 | 4 | 42 | 39 |
| 2022 | 14     | Hugh Millikin | 8  | 5 | 3 | 54 | 40 |
| 2023 | 5      | Matt Panoussi | 10 | 5 | 5 | 54 | 55 |
| 2024 | 21     | Matt Panoussi | 7  | 3 | 4 | 42 | 44 |